# 防窮訓練
防窮訓練（ぼうきゅうくんれん）とは、生活困窮に備えて、生活を守るための訓練一般を指す。

## 概要
突然の病気やケガ、事故などで収入がなくなったり、貯金を崩して生活しなくてはいけなくなったとき、生活困窮に陥らないようにするための行政の支援策を学び、出費を抑える方法をトレーニングすること。
災害がおこる前に防災訓練を行うように、生活困窮がおきたと想定して、被害を最小限に抑えるシミュレーションを体験することを若い世代に行いたいということで、大谷大学社会学部コミュニティデザイン学科講師の白取耕一郎を代表にした包摂研究会が2021年に発案した新しい名称。